# Альцага
Альцага, Альсага (баск. Altzaga (офіційна назва), ісп. Alzaga) — муніципалітет в Іспанії, у складі автономної спільноти Країна Басків, у провінції Гіпускоа. Населення — 161 особа (2009).
Муніципалітет розташований на відстані близько 320 км на північний схід від Мадрида, 31 км на південний захід від Сан-Себастьяна.

## Демографія
Динаміка населення (INE ):

## Галерея зображень

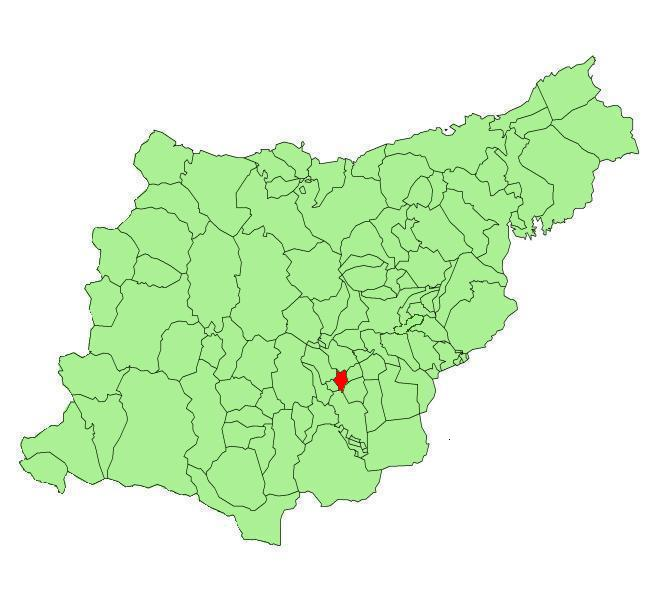
Розташування муніципалітету
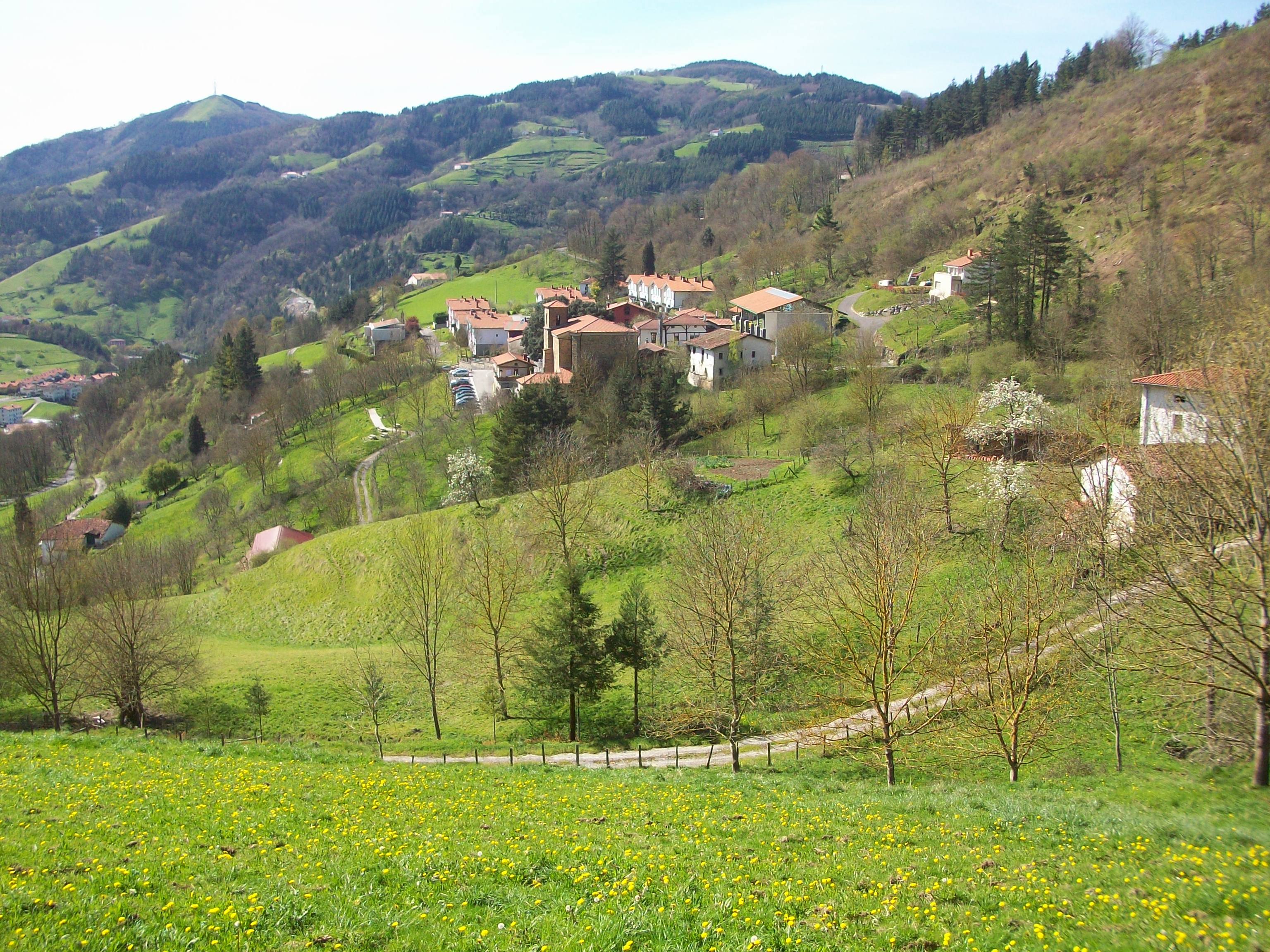
Альцага